# 1879 en Italie
Chronologie de l'Italie
- 1875
- 1876
- 1877
- 1878
- 1879
- 1880
- 1881
- 1882
- 1883

## Événements
- 21 avril : face à une gauche qui gouverne le pays dans le cadre des institutions et sans accomplir les réformes inscrites dans son programme électoral, quelques députés se rassemblent dans une Lega della Democrazia qui constitue le noyau d’une nouvelle opposition parlementaire à l'initiative de Garibaldi[1].
- 26 mai : début d'une éruption importante de l'Etna[2].
- 14 juillet - 25 novembre : gouvernement Cairoli II[3].
- 25 novembre : gouvernement Cairoli III (fin le 29 mai 1881)[3].

## Naissances en 1879
- 11 janvier : Antonio Beltramelli, écrivain, journaliste, poète, nouvelliste, romancier et dramaturge. († 15 mars 1930)
- 18 janvier : Romeo Bosetti (Romolus Joseph Bosetti), réalisateur, acteur, scénariste et producteur de cinéma. († 27 octobre 1948)
- 3 mai : Giuseppe Solenghi, peintre, connu notamment pour ses paysages naturels et ses paysages urbains (vedute). († 8 mars 1944)
- 4 novembre : Alda Borelli,  actrice de théâtre et de cinéma. († 25 mai 1964)

## Décès en 1879
- 16 janvier : Lorenzo Salvi, 68 ans, chanteur lyrique (ténor) (° 4 mai 1810). (° 27 octobre 1842)
- 30 mars  : Teodoro Cottrau, 51 ans, compositeur et poète. (° 7 décembre 1827)
- 5 avril : Bartolomeo Merelli, 84 ans, directeur de théâtre et librettiste.  (° 19 mai 1794)
- 28 avril : Isidoro La Lumia, 55 ans, homme politique et historien, auteur de nombreux ouvrages sur l'histoire de la Sicile. (° 1er novembre 1823)
- 16 juillet : Marie-Thérèse de Savoie, 75 ans, duchesse de Parme et de Plaisance, épouse du duc de Parme Charles II. (° 19 septembre 1803)
- 25 décembre : Giuseppe Avezzana, 82 ans, général et homme politique, député du royaume d'Italie durant les VIIIe, IXe, XIe, XIIe et XIIIe législatures[4]. (° 16 février 1797)
- 28 décembre : Matteo Picasso, 85 ans, peintre, connu surtout comme portraitiste. (° 9 mars 1794)